# Chierici regolari della Madre di Dio
I chierici regolari della Madre di Dio (in latino Ordo Clericorum Regularium Matris Dei) sono un istituto religioso maschile di diritto pontificio: i membri di questo ordine, detti comunemente leonardini, pospongono al loro nome la sigla O.M.D.

## Storia

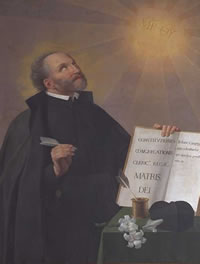
Giovanni Leonardi, fondatore dell'ordine

L'ordine venne fondato da Giovanni Leonardi (1543-1609). Stabilitosi a Lucca per studiare farmacia, si avvicinò alla vita religiosa entrando nella confraternita dei colombini; tentò di essere ammesso nell'Ordine dei frati minori, ma venne respinto. Divenuto sacerdote, iniziò a dedicarsi assiduamente alla predicazione e all'insegnamento del catechismo: nominato cappellano della chiesa di Santa Maria della Rosa, si unirono a lui alcuni chierici lucchesi di illustri origini (Giambattista Cioni, Giorgio Arrighini, i fratelli Cesare e Giulio Franciotti) assieme ai quali il 1º settembre 1574 diede inizio alla congregazione dei preti riformati della Beata Vergine.
Alessandro Guidiccioni il Vecchio, vescovo di Lucca, eresse canonicamente la congregazione l'8 marzo 1583 e ne approvò i primi statuti il 1º maggio 1585.
Leonardi si trasferì poi a Roma, dove ebbe anche modo di conoscere Filippo Neri, e ottenne da papa Clemente VIII la conferma della sua congregazione con il breve Ex quo divina majestas del 13 ottobre 1595. Nel 1601 il cardinale Bartolomeo Cesi concesse ai leonardini la chiesa di Santa Maria in Portico, di cui era diacono, per stabilirvi la sede romana dell'istituto. Quando il fondatore morì, la sua congregazione contava solo due case: quella di Roma e quella di Lucca, presso la chiesa di Santa Maria Corteorlandini.
La congregazione venne unita da papa Paolo V a quella degli scolopi il 14 gennaio 1614, ma lo stesso pontefice rescisse l'unione il 6 marzo 1617.
Le costituzioni dei chierici leonardini vennero modificate e approvate da Paolo V il 14 agosto 1619; papa Gregorio XV elevò la congregazione a ordine con voti solenni con il breve In supremo Apostolatus del 3 novembre 1621.
Nel 1661 la salma del fondatore venne traslata dalla chiesa di Santa Maria in Portico a quella di Santa Maria in Campitelli, presso la quale venne trasferita anche la sede generalizia dell'ordine: Giovanni Leonardi, beatificato nel 1861 da papa Pio IX, fu proclamato santo da papa Pio XI il 17 aprile 1938.

## Attività e diffusione
Scopo dei chierici leonardini è l'esercizio del ministero sacerdotale e delle opere di apostolato.
Oltre che in Italia, sono presenti in Cile, India e Nigeria; la sede generalizia è a Roma.
Al 31 dicembre 2005, l'ordine contava 16 case e 60 religiosi, 44 dei quali sacerdoti.